# Beata Bena Green
Beáta Bena Green es una actriz, modelo y narradora sudafricana, conocida por su actuación en series televisivas como Deep State, Arendsvlei y Die Spreeus.

## Biografía
Tiene una licenciatura y maestría en artes en la Universidad Stellenbosch.

## Carrera profesional
Durante su vida en Hottentots Holland High School, actuó en muchas obras de teatro como: My Life Sandy, Cinderella Van Die Kaap y For Colored Girls.
En 2018, debutó en la telenovela Arendsvlei de KykNet, como "Kim". En 2019, participó en dos series de televisión: como "Tasneem" en Die Spreeus y como "Siena" en Deep State. En 2020, se unió al elenco de la telenovela de SBC2 7de Laan como "Shady Vermuelen".

## Filmografía
| Año  | Título      | Papel           | Ref.  |
| ---- | ----------- | --------------- | ----- |
| 2018 | Arendsvlei  | Kim             | [ 4 ] |
| 2019 | Die Spreeus | Tasneem         |       |
| 2019 | Deep State  | Siena           | [ 5 ] |
| 2020 | 7de Laan    | Shady Vermuelen | [ 6 ] |
| 2020 | Projek Dina | Jolene          |       |
| 2021 | Ben & Bez   | Bond girl       |       |